# (9547) 1985 AE
(9547) 1985 AE là một tiểu hành tinh vành đai chính. Nó được phát hiện bởi Kenzo Suzuki và Takeshi Urata in the city thuộc Toyota, Aichi, Nhật Bản, ngày 15 tháng 1 năm 1985.